# Andrew Combe

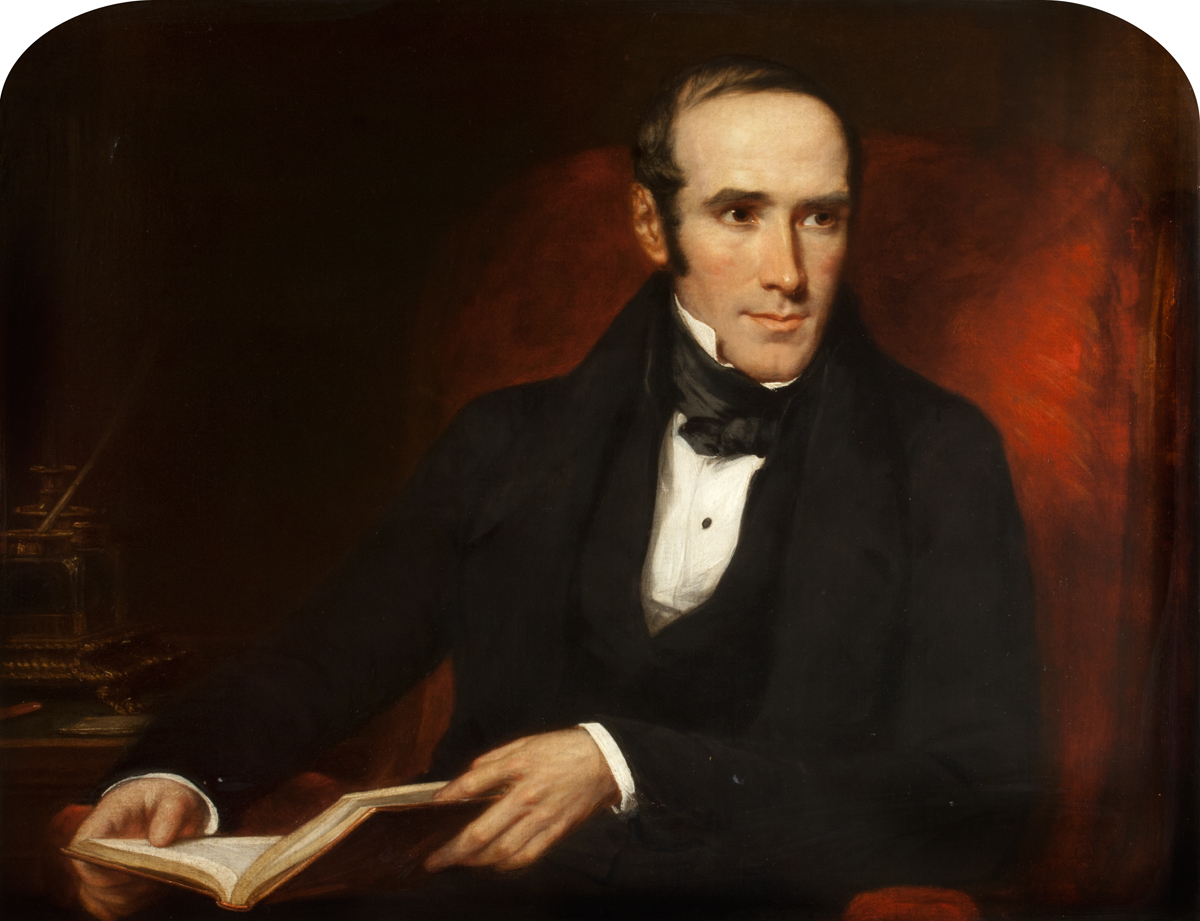
Andrew Combe

Andrew Combe (* 27. Oktober 1797 in Edinburgh, Schottland; † 9. August 1847 in Gorgie bei Edinburgh) war ein schottischer Arzt und Phrenologe.

## Leben und Wirken
Combe war das 15. Kind und der siebente Sohn der 17 Kinder von George Comb († 1815), einem Brauer, und dessen Frau Marion Newton († 1819). Er wuchs mit seinem neun Jahre älteren Bruder George Combe in der Nähe von Edinburgh auf.  Nachdem er mit acht Jahren auf die High School von Edinburgh geschickt wurde und Latein und Griechisch gelernt hatte, absolvierte er eine Ausbildung zum Chirurgen und wurde 1817 ins Royal College of Surgeons of Edinburgh aufgenommen.
Combe ging nach Paris, um sein Medizinstudium abzuschließen, und wurde durch seinen Bruder, der sich in dieser Zeit schon mit der Phrenologie beschäftigte, auf diese neue Lehre aufmerksam gemacht. Er kehrte 1819 nach Edinburgh zurück, wobei er schon die ersten Symptome von Tuberkulose hatte.
Er gründete 1823, mit Hilfe seiner Freunde und zusammen mit seinem Bruder, das Edinburgh phrenological journal, für das er über 70 Beiträge lieferte. Ebenfalls 1823 verteidigte er die Phrenologie vor der Royal Medical Society in Edinburgh und veröffentlichte in den nächsten Jahren einige Werke, die ihm einige Befürworter bescherten.
Im Jahr 1834 wollte er Oberaufseher im Montrose Asyl, einer psychiatrischen Klinik in der Nähe von Angus in Schottland werden, doch zog er seine Bewerbung zurück. Zwei Jahre später wurde er Arzt von Leopold I, König von Belgien, und zog daher nach Brüssel. Doch konnte er nicht lange bleiben, da er einen Hämoptyseanfall hatte, ein Symptom von Tuberkulose, und das belgische Klima dafür verantwortlich machte. Der König und Baron Stockmar überredeten ihn, noch ein paar Wochen zu bleiben, mit der Absicht, dass er seine Entscheidung überdenke. Doch er reiste nach Edinburgh zurück und wurde 1838 zum Leibarzt von Königin Victoria ernannt.
1840 veröffentlichte er sein letztes, aber wahrscheinlich bestes Buch über den physiologischen und moralischen Umgang mit Säuglingen. Von da an verschlechterte sich sein Gesundheitszustand; so erlitt er extreme Schwächeanfälle. Daher verbrachte er zwei Winter in Madeira und besuchte noch andere Kurorte. Zudem machte er eine Reise in die Vereinigten Staaten, wobei er kurz nach der Ankunft in New York wegen seiner Tuberkulose wieder zurück nach Schottland reisen musste.
Er starb am 9. August 1847, als er einen Neffen in Gorgie in der Nähe von Edinburgh besuchte.

## Schriften (Auswahl)
Bücher
- Observations on mental derangement: being an application of the principles of phrenology to the elucidation of the causes, symptoms, nature, and treatment of insanity. John Anderson jun., Edinburgh 1831 (Digitalisat).
  - Observations on mental derangement. MacLachlan & Stewart, Edinburgh 1887 (Digitalisat) – herausgegeben und gekürzt von Sir Arthur Mitchell (1826–1909).
- The principles of physiology applied to the preservation of health, and to the improvement of physical and mental education. MacLachlan and Stewart, Edinburgh 1834.
  - 3., überarbeitete und erweiterte Auflage, MacLachlan and Stewart, Edinburgh 1835 (Digitalisat).
  - 5., überarbeitete und erweiterte Auflage, MacLachlan and Stewart, Edinburgh 1836 (Digitalisat).
  - 6. Auflage, MacLachlan and Stewart, Edinburgh 1837 (Digitalisat).
  - 15. Auflage, MacLachlan and Stewart, Edinburgh 1860 (Digitalisat) – herausgegeben und angepasst durch Sir James Coxe (1811–1878).
  - Die Grundsätze der Physiologie: angewandt auf die Erhaltung der Gesundheit und die Verbesserung körperlicher und geistiger Erziehung. Zum Gebrauch für Eltern, Erzieher, Schulmänner, Aerzte, so wie Alle, denen ihre eigene sowohl, als Anderer Gesundheit am Herzen liegt. Bernhard Tauchnitz jun., Leipzig 1837 – übersetzt von Friedrich Reichmeister.
- The physiology of digestion considered with relation to the principles of dietetics. MacLachlan and Stewart, Edinburgh 1836.
  - 2. überarbeitete und erweiterte Auflage, MacLachlan and Stewart, Edinburgh 1836 (Digitalisat).
  - 9. Auflage, MacLachlan and Stewart, Edinburgh 1849 (Digitalisat) – herausgegeben und angepasst durch Sir James Coxe (1811–1878).
  - 10. Auflage, MacLachlan and Stewart, Edinburgh 1860 (Digitalisat) – herausgegeben und angepasst durch Sir James Coxe (1811–1878).
  - Die Gesetze der Verdauung und die darauf zu gründende Lebensweise, um Unterleibsstörungen aller Art zu verhüten und zu beseitigen, allgemein faßlich dargestellt. Julius Wunder, Leipzig 1837 (Digitalisat) – übersetzt von Carl Nauber.
- A treatise on the physiological and moral management of infancy. MacLachlan, Stewart, & Co., Edinburgh 1840 (Digitalisat).
  - 9. Auflage 1860, MacLachlan and Stewart, Edinburgh 1860 (Digitalisat) – überarbeitet und herausgegeben durch Sir James Clark.
  - Für Deutschlands Mütter: einige Worte über die geistige Behandlung der ersten Kindheit. Heyse, Bremen 1841 – übersetzt von Stephan Eduard Hirschfeld (1806–1845).

Zeitschriftenbeiträge
- Does Phrenology afford a satisfactory explanation of the moral and intellectual faculties of man? In: The Phrenological journal and miscellany. Band 1, Edinburgh 1824, S. 337–377 (Digitalisat, Digitalisat).